# Wötz
Wötz ist ein Ortsteil der Gemeinde Kuhfelde der Verbandsgemeinde Beetzendorf-Diesdorf im Altmarkkreis Salzwedel in Sachsen-Anhalt.

## Geographie
Der Wohnplatz Wötz liegt sechs Kilometer südwestlich von Kuhfelde. Im Süden liegt das Waldgebiet Wötz, früher auch „Der Woetz“ genannt.
Nachbarorte sind Umfelde im Westen, Gieseritz im Nordwesten, Wallstawe im Norden, Leetze und Hohenlangenbeck im Südosten.

## Geschichte

### Mittelalter bis Neuzeit
Die erste urkundliche Erwähnung von Wötz stammt aus dem Jahr 1561 als die wuste dorfstede zw wuesten in einem Lehnsbrief für die von dem Knesebeck zu Kolborn und Tylsen über die wüsten Dorfstätten zu Niephagen, Lüchow (anteilig) und „Wuest“. In den Tylsener Gutsakten wird die Flur Wötze (vormals der wüste) genannt, die seit 1592 von zehn Bauern aus Hohenlangenbeck beackert wurde. Im Jahre 1609 heißt es: Die wueste Dorffstedte der Wuste genandt Noch 1800 hatte die Gemeinde zu Hohenlangenbeck 160 Morgen der wüsten Feldmark Wötz zum Ackerbau in Zeitpacht.
Im 19. Jahrhundert wurde das Vorwerk Wötz angelegt. Spuren der wüsten Siedlung hat man bisher nicht gefunden.

### Eingemeindungen
Wötz gehörte ursprünglich zum Salzwedelischen Kreis der Mark Brandenburg in der Altmark. Von 1807 bis 1813 lag es im Stadtkanton Salzwedel auf dem Territorium des napoleonischen Königreichs Westphalen. Nach weiteren Änderungen kam es 1816 in den Kreis Salzwedel, den späteren Landkreis Salzwedel im Regierungsbezirk Magdeburg in der Provinz Sachsen in Preußen.
Das Vorwerk Wötz gehörte zum Gutsbezirk Tylsen. Dieser wurde am 30. September 1928 aufgelöst und das Vorwerk Wötz wurde mit der Landgemeinde Leetze vereinigt. Am 20. Juli 1950 wurden die Gemeinde Leetze (mit ihrem Ortsteil oder Wohnplatz Wötz) und die Gemeinde Hohenlangenbeck aus dem Landkreis Salzwedel zur neuen Gemeinde Heidberg zusammengeschlossen. Am 1. März 1973 wurde die Gemeinde Heidberg aus dem Kreis Salzwedel in die Gemeinde Siedenlangenbeck eingemeindet. So kamen die Heidberger Ortsteile Wötz und Leetze zu Siedenlangenbeck. Am 1. Juli 2009 wurde Siedenlangenbeck in Kuhfelde eingemeindet, damit kam der Ortsteil Wötz zur Gemeinde Kuhfelde.

### Einwohnerentwicklung
| Jahr | Einwohner |
| ---- | --------- |
| 1840 | 13        |
| 1871 | 28        |
| 1885 | 15        |
| 1895 | 23        |
| 1905 | 25        |
| 2015 | [00]14    |

| Jahr | Einwohner |
| ---- | --------- |
| 2018 | [00]22    |
| 2020 | [00]21    |
| 2021 | [00]22    |
| 2022 | [00]21    |
| 2023 | [0]23     |

Quelle, wenn nicht angegeben, bis 1905:

## Religion
Die evangelischen Christen aus Wötz gehören zur Kirchengemeinde Tylsen, die zur Pfarrei Tylsen gehörte, und heute betreut wird vom Pfarrbereich Diesdorf im Kirchenkreis Salzwedel im Bischofssprengel Magdeburg der Evangelischen Kirche in Mitteldeutschland.

## Kultur und Sehenswürdigkeiten
- Die Großsteingräber bei Leetze liegen im Norden von Wötz.